# 마쓰다 마사히사
마쓰다 마사히사(일본어: 松田正久, 1847년(고카 4년) 음력 4월 11일 ~ 1914년(다이쇼 3년) 3월 4일)는 일본 제국의 정치인이다. 아명은 이키치로(猪吉郎), 호는 우슈(牛州), 에무라(江村). 중의원 의장, 대장대신, 문부대신, 사법대신을 역임하였으며, 작위는 남작이다.

## 생애
히젠국 오기 군(小城郡) 우시즈(牛津, 지금의 사가현 오기시)에서 오기번의 번사 요코오 다다시치(横尾只七)의 차남으로 태어났다. 13세 때에 같은 번의 번사 마쓰다 유시치(松田勇七)의 양자가 되었다. 마쓰다 가문은 최하급의 번사이며 부업으로 주조업을 하고 있었다.
메이지 유신 이후에 쇼헤이사카 학문소(昌平坂学問所)에 파견되었지만 학교가 폐지되자 니시 아마네(西周)에게서 프랑스어를 배웠다. 니시의 추천으로 육군성에 들어가 1872년에 군사학 연구를 위하여 프랑스로 유학을 갔다. 유학 중에 사이온지 긴모치(西園寺公望)를 알게 되고 장래 일본에서 자유주의적 사고의 필요성에 공감하며 의기투합하였다. 스위스의 로잔에서 학업을 계속한 후에 귀국하여 육군성에서 나와 사가(佐賀)에서 자유민권운동에 참가하였다.
1879년에 나가사키현회의원, 현회의장으로 취임하였다. 자유당, 규슈개진당(九州改進党)에 입당하였고, 사이온지와 함께 《동양자유신문》(東洋自由新聞)을 창간하였다. 정부 내에서 마쓰다의 재능을 아깝게 여기는 의견이 있었고 자유민권운동이 쇠퇴한 1887년에 사법대신 야마다 아키요시(山田顕義)의 요청을 받아 사법성의 검사가 되었다. 다음 해에는 가고시마 고등중학조사관(鹿児島高等中学造士館)의 교두(教頭)로 취임하였다.
1890년 제1회 총선거에서 사가를 기반으로 하여 중의원 의원에 당선되어 입헌자유당에 참가하였다. 민권파의 중심 인물로 주목받아 같은 해 9월에는 정부 지지자에 의한 암살 미수 사건이 있었다. 다음 해에 중의원 예산위원장으로 제1차 마쓰카타 내각이 제출한 예산안을 폐기시키지만 제2회 총선거에서 내무대신 시나가와 야지로(品川弥二郎)에 의한 선거 간섭 사건에 의하여 낙선하였다. 1898년 제6회 총선거까지 의석 회복은 안되었지만 당내의 정책과 사무에 전념하여 이토 히로부미(伊藤博文)와 자유당과의 관계 회복에 노력하였다. 사이온지의 중개에 의해서 이토와 안면을 익히고 점차 그의 신임을 얻기에 이르렀다. 헌정당에 의한 오쿠마 내각이 성립하면서 대장대신으로 입각하여 직후의 제6회 총선거에서 의석을 회복하였다. 헌정당의 분열에 의해서 내각은 불과 4개월에 붕괴하지만 이후 구자유당계의 헌정당에 속하여 호시 토오루(星亨)와 함께 이토의 수령으로 하는 신당 결성 운동에 노력하였다.
1900년에 이토를 총재로 하는 입헌정우회에서는 총무위원으로 당조직의 편성을 담당하였고, 그 공으로 제4차 이토 내각에서는 문부대신을 맡았다. 1903년에 사이온지가 제2대 총재가 되면서 당무에 서투른 사이온지를 대신하여 당무를 통괄하였다. 1904년 3월에 중의원 의장이 되었고, 러일 전쟁 때에는 제1차 가쓰라 내각과 의회와의 협력 관계 확립에 노력하였다. 제1차·제2차 사이온지 내각에서 사법대신과 대장장관을 역임하며 사이온지, 하라 다카시(原敬)와 함께 정우회와 내각을 지탱하고, 형법 개정이나 러일 전쟁 이후의 재정 재건 등에 노력하였다.
헌정 옹호 운동에서 하라와 함께 중심적인 역할을 완수하여 제1차 야마모토 내각에서 사법대신으로 입각하였고, 사이온지가 총재에서 물러나 마쓰다를 후임으로 추천하지만, 1913년 말에 병이 악화되었다. 말년에 남작의 작위를 받게 되지만 지병으로 사망하였다.
마사히사 사후 남작위는 양자 마쓰다 마사유키(아리마 요리쓰무 백작의 삼남)가 습작하게 된다.